# Что дала мне вода
«Что дала мне вода» (исп. Lo que el agua me dio) — картина мексиканской художницы Фриды Кало, созданная в 1938 году.
Картина является автобиографичной. По мнению исследователя Наташи Стид «все её картины были очень честными, и она никогда не изображала себя более или менее красивой, чем она была на самом деле». В этом произведении Кало также размышляет о своей жизни. Кало освободила в ней свой подсознательный разум, используя кажущееся иррациональным сопоставление образов в своей ванне. На этой картине Фрида изобразила и себя, а именно свои ноги со ступнями, лежащими в ванне с серой водой.
Картина была включена в первую персональную выставку Кало, проходившую в Галерее Жюльена Леви в Нью-Йорке в ноябре 1938 года. Ныне «Что дала мне вода» является частью частного собрания произведений сюрреализма коллекционера искусства Даниэля Филипакки.

## Описание
Пальцы ног Кало поднимаются из воды в ванне и отражаются в ней же. Они доминируют в картине, и, наряду с её бёдрами под водой, служат единственным свидетельством физического присутствия Фриды в этом автопортрете. В воде плавают различные предметы, служащие отсылками к биографии Кало. На острове в ванне расположен вулкан, извергающий небоскреб, мертвый дятел лежит на дереве, а маленький скелет сидит на холме. С этого острова тянется тугая верёвка, создающая алмазоподобную форму в центре ванны и в конце концов обвивающаяся вокруг шеи обнажённой женской фигуры, плавающая будто Офелия. От этой женской фигуры, которая может представлять саму Кало, верёвка возвращается к острову, в руку безликого мужчины, лежащего на его краю острова. Он, кажется, наблюдает за женщиной, которую он отдалённо душит.
Кроме того, в ванне плавает порожнее мексиканское платье, морская раковина, полная пулевых отверстий, пара, напоминающая родителей Кало из её более ранней картины «Мои прародители, мои родители и я», а также две любовницы, которые позднее появились в её картине 1939 года «Две обнажённые в лесу».

## Интерпретации
Картина содержит отсылки к традиционной и древней иконографии, мифологии и символике, эротизм и ботанику, а также к более ранним работам Кало. К ним относятся темы из её картины «Мои прародители, мои родители и я» (1936), сходства с работой XV века «Сад земных наслаждений» живописца Иеронима Босха в её внимании к флоре и фауне и отсылка к её политической позиции, нашедшей себя в идее столкновения старого и нового, выраженной через небоскрёб, вырывающийся из извергающегося вулкана. Среди различных жутких элементов в картине выделяются скелет и обнажённая купальщица, задушенная верёвкой.
«Что дала мне вода» служит воспоминаниями Фриды о своей жизни, изображающими жизнь и смерть, утешение и потерю. В центре ее внимания находится путь, следуя которому Фрида оказалась погружённой в свою жизнь. Фрида говорила: «Я пила, чтобы утопить свою боль, а проклятая боль научилась плавать». Исследователь Грэм Уотт утверждал, что общей чертой картин Кало была двойственность, поскольку Кало писала «тело, которое она потеряла, и тело, которое у неё было, ее гетеросексуальные и лесбийские отношения, традиционные и современные образы, мексиканские и европейские мотивы, близость и предательство тех, кого она любила, печаль и радость, а также общность её мировоззрения и одиночество её положения». В картине «Что дала мне вода» Фрида выглядит безжизненной. Её правая нога кровоточит и деформирована, отражая то, что происходило с её телом, пока она страдала от боли.
Из более чем 30 операций, перенесённых Фридой, большинство были проведены на спине, правой ноге и правой ступне. Отсюда и деформации в её правой ноге в картине «Что дала мне вода», где между её пальцами кровоточит трещина.
Как и многие другие работы Кало, «Что дала мне вода» — очень личная картина. Летисия Перес Алонсо отмечала, что «в картине Кало зритель в конечном итоге отождествляется с изображаемым субъектом, и таким образом расстояние между ними стирается».
Вулкан — краеугольный камень композиции этой картины, поскольку он служит явным символом того, что она больше не подавляет свои чувства к своему телу, своё отношение к мужу, Диего Ривере. В своем дневнике Кало описала себя как «ту, которая сама себя родила». Андреа Кеттенман пришла к выводу, что Фрида в этой картине начала открывать и переживать как свое собственное «Я», так и окружающий мир на новом, более сознательном уровне. Извержение вулкана отражает её неизбежное извержение.
По мнению критика Бертрама Вулфа, картины Кало, казалось, объединили сюрреализм и «глубоко укоренившуюся мексиканскую традицию».
Андре Бретон рассматривал искусство Кало как сюрреалистическое, для него «Что дала мне вода» была образцом её сюрреализма.